# Sanctanus elongatus
Sanctanus elongatus är en insektsart som beskrevs av Delong och Hershberger 1946. Sanctanus elongatus ingår i släktet Sanctanus och familjen dvärgstritar. Inga underarter finns listade i Catalogue of Life.